# Ambrosio Cotes

Ambrosio Coronado de Cotes (Villena, c. 1550 — Sevilla, 8 o 9 de septiembre de 1603) fue un compositor español. Su procedencia fue discutida hasta el hallazgo, en 1965, de un expediente de genealogía y limpieza de sangre en el archivo de la Catedral de Granada. Hasta entonces habían existido diversas teorías, habiéndose especulado incluso con un posible origen belga. En algunas ocasiones, el compositor aparece designado como Coronado de Cotes.

## Biografía
Cotes desciende por línea paterna de una familia de probable origen vasco afincada en Mogente y Fuente la Higuera, mientras que sus ascendentes por línea materna son de origen villenense hasta, al menos, sus bisabuelos. Su padre, el fuentehiguerense Francisco Cotes, se casó alrededor de 1547 con Isabel Sánchez en la Iglesia de Santa María de Villena, donde estuvo a cargo de las salinas de la laguna de la ciudad. Ambrosio Cotes tuvo que nacer entre 1550 y 1555 y fue bautizado en dicha iglesia de Santa María. Su infancia debió discurrir en alguna de las casas que su padre poseía en la calle Calpena, en el barrio del Rabal de Villena. Al alcanzar edad de estudiar, se le envió a una casa de teatinos que se encontraba en término de Yecla.
En 1573, con unos 23 años, ya era clérigo y había obtenido uno de los beneficios de la Iglesia Arciprestal de Santiago de Villena. Su acceso debió ser como Maestro de Capilla, según se extrae de una declaración de Francisco Martínez de Espejo: «[...] Ambrosio Cotes, si no fuera cristiano viejo y limpio de toda rraça y fama de judio no fuera admitido al beneficio de magisterio que tiene en la yglesia de Señor Santiago desta çiudad [...]». Sea como fuere, en 1576 a más tardar ya ostentaba ese cargo que conservó hasta 1581. De las obras que seguramente compuso en este periodo no se ha conservado ninguna dada la quema de dicha iglesia en 1936, durante la guerra civil.
El 18 de mayo de 1581 fue nombrado Maestro de Capilla en la Real de Granada, en sustitución de Rodrigo de Ceballos. Allí estuvo enfrentado al organista Francisco Fernández Palero, que también había pretendido el magisterio. Fernández Palero era más conservador en sus gustos y la nueva policoralidad del maestro Cotes le disgustaba en sobremanera, sobre todo los falsetes que añadía a las obras existentes. Tras una larga disputa documentada en el archivo de Simancas, el maestro decidió partir.
En 1596 obtuvo, por unanimidad del cabildo y con dispensa de los ejercicios de oposición, el magisterio de capilla de la Catedral de Valencia, con un salario de 500 libras, pronto aumentadas a 550. Desempeñó el cargo hasta 1600, fecha en la que presentó su renuncia al cargo.
En 1600 se presentó para el magisterio de la Catedral de Sevilla, vacante tras el fallecimiento del gran Francisco Guerrero. En las oposiciones se enfrentó a Juan Martínez de Risco, maestro de capilla de la Catedral de Jaén, con éxito, siendo confirmado para el cargo el 22 de septiembre del mismo año.
Pocas semanas después de ocupar el cargo sevillano enfermó. Para el 25 de febrero de 1603 su salud se había deteriorado hasta el punto de que el cabildo le había excusado de sus obligaciones y le había mediado el salario. Falleció en Sevilla a principios de septiembre de ese mismo año.

## Obra musical
Se le considera el precursor del policoralismo en Valencia. Como sucede con otros autores de la época, sus villancicos y chanzonetas se han perdido, conservándose 25 composiciones polifónicas en la Capilla Real de Granada, aparte de cuatro piezas sin letra publicadas por López Calo, quien opina que son las únicas obras instrumentales para iglesia que se conservan del siglo XVI; en la Catedral de Valencia se conserva una Misa y en el Colegio del Patriarca se conservan tres motetes. Algunas de sus obras se copiaron y llevaron a América, donde se conservan. Entre sus obras se incluyen:
- Tres series de lamentaciones.
- Un Officium defunctorum.
- Una misa.
- Mortus est Phillipus Rex, a 7 voces.
- Non in solo pane vivit homo, a 4 voces.
- Visionem quam vidistis, a 4 voces.
- Veni, sponsor Christi, a 4 voces.
- Quomodo sedet sola, a 5 voces.
- Vidi Angelum habentem Evangelium
- Cogitavit Dominus, a 4 voces.
- Prudentes virgines, a 4 voces (motete de bodas, 1599).

## Discografía
- Opera Varia. Gil-Tarrega, Victoria Musicae Label: La Ma De Guido - LMG 2053.
- Los Motetes de Cuaresma (2003). Retrobem la nostra música, Diputación Provincial de Valencia, CD n.º 22.[6]